# A Dél-afrikai Köztársaság tartományai
A Dél-afrikai Köztársaság közigazgatásilag kilenc tartományból áll. Ezeket az 1994-es választások előtt hozták létre, amikor a tartományi rendszerbe integrálták a fekete lakosok számára létrehozott bantusztán nevű külön területeket és a korábbi négy helyett (Fokföld tartomány, Natal, Oranje Szabadállam és Transvaal) kilenc tartományt hoztak létre. A köztársaság alkotmányának 12., 13. és 16. módosításai hét tartomány határait módosították. 

## A tartományok
| Sorszám a térképen | Tartomány       | Főváros           | Legnagyobb város | Terület (km²) | Népesség (2007) | Népsűrűség (fő/km²) |
| ------------------ | --------------- | ----------------- | ---------------- | ------------- | --------------- | ------------------- |
| 1.                 | Nyugat-Fokföld¹ | Fokváros          | Fokváros         | 129 370       | 5 278 585       | 40,8                |
| 2.                 | Észak-Fokföld   | Kimberley         | Kimberley        | 361 830       | 1 058 060       | 2,9                 |
| 3.                 | Kelet-Fokföld   | Bhisho            | Port Elizabeth   | 169 580       | 6 527 747       | 38,5                |
| 4.                 | KwaZulu-Natal   | Pietermaritzburg² | Durban           | 92 100        | 10 259 230      | 111,4               |
| 5.                 | Szabadállam     | Bloemfontein      | Bloemfontein     | 129 480       | 2 773 059       | 21,4                |
| 6.                 | Északnyugat     | Mahikeng          | Rustenburg       | 116 320       | 3 271 948       | 28,1                |
| 7.                 | Gauteng         | Johannesburg      | Johannesburg     | 17 010        | 10 451 713      | 614,4               |
| 8.                 | Mpumalanga      | Mbombela          | Mbombela         | 79 490        | 3 643 435       | 45,8                |
| 9.                 | Limpopo         | Polokwane         | Polokwane        | 123 910       | 5 238 286       | 42,3                |

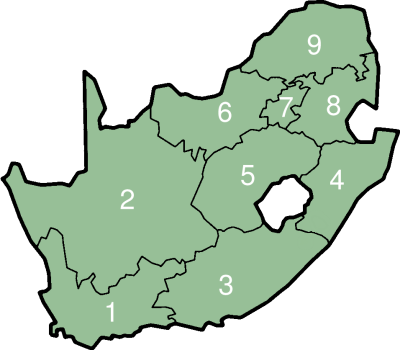
A tartományok

Az Indiai-óceán déli részében található Prince Edward-szigetek, amelyek jogi értelemben Nyugat-Fokföld részét képezik, nem szerepelnek a fenti statisztikában. Pietermaritzburg és Ulundi 1994 és 2004 közt együtt voltak KwaZulu-Natal fővárosai.

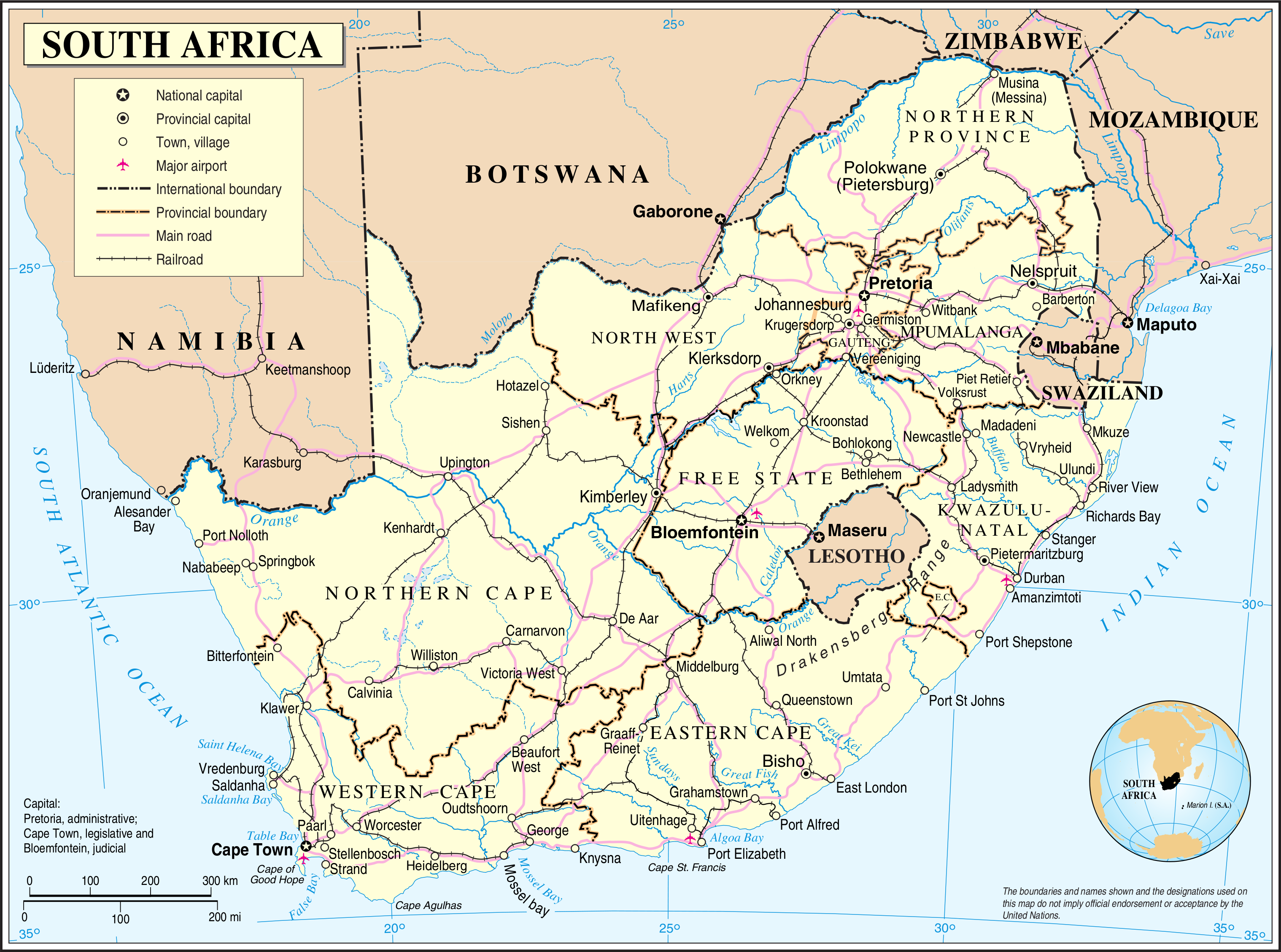
Tartományok és főbb települések

## Fordítás
- Ez a szócikk részben vagy egészben  a   Provinces of South Africa című angol Wikipédia-szócikk ezen változatának fordításán alapul.  Az eredeti cikk szerkesztőit annak laptörténete sorolja fel. Ez a jelzés csupán a megfogalmazás eredetét és a szerzői jogokat jelzi, nem szolgál a cikkben szereplő információk forrásmegjelöléseként.